# Borsonella omphale
Borsonella omphale är en snäckart som beskrevs av Dall 1919. Borsonella omphale ingår i släktet Borsonella och familjen kägelsnäckor. Inga underarter finns listade i Catalogue of Life.